# 奧地利的康斯坦絲
奧地利的康斯坦絲（德語：Constanze von Österreich，1588年12月24日—1631年7月10日），波蘭王后，內奧地利大公卡爾二世的女兒、神聖羅馬皇帝斐迪南二世的妹妹。

## 家庭
1605年，康斯坦絲與波蘭國王齊格蒙特三世結婚，兩人共有4子1女：
1. 扬·卡齐米日（1609年—1672年），波蘭國王
2. 揚·阿爾伯特（英语：John Albert Vasa）（1612年—1634年），克拉科夫主教
3. 卡羅爾·斐迪南（英语：Karol Ferdynand Vasa）（1613年—1655年），弗次瓦夫主教
4. 亞歷山大·卡羅爾（英语：Alexander Charles Vasa）（1614年—1634年）
5. 安娜·卡塔日娜（英语：Anna Catherine Constance Vasa）（1619年—1651年）